# 思念妳的一切
「思念妳的一切」（日语：君色思い）是SMAP的第11張單曲，於1994年1月1日由Victor Entertainment發行。

## 簡介
- 歌曲以中居正廣的獨唱開始，背景音樂在各個版本亦有所不同，在單曲版本是用結他，在專輯《SMAP 005》是用鋼琴，精選專輯《Cool》是和音。《SMAP 005》的版本亦有香取慎吾的獨唱部份。除了以上三張專輯，單曲版本還收錄在2001年3月23日發售的精選專輯《Smap Vest》
- 是動畫《小紅帽恰恰》的主題曲。[2]
- 作曲人林田健司數次為SMAP作曲，除了這首外，還有《$10》、《感謝》、《藍色閃電》，但他只有翻唱此單曲並收錄在自己的專輯《東洋一》內。[3]
- 發售當天，SMAP正在日本武道館舉行一日六場演唱會。

## 収録曲
1. 君色思い
  - 作詞：林田健司 / 作曲：林田健司 / 編曲：CHOKKAKU
2. 忘れないでよ
  - 作詞：小倉めぐみ  / 作曲・編曲：CHOKKAKU
3. 君色思い （オリジナル・カラオケ）
4. 忘れないでよ （オリジナル・カラオケ）

## 相關連結
- 思念妳的一切 （页面存档备份，存于） （Victor Entertainment）（日語）